# Gjesdal
Gjesdal este o comună din provincia Rogaland, Norvegia.